# De Stijl

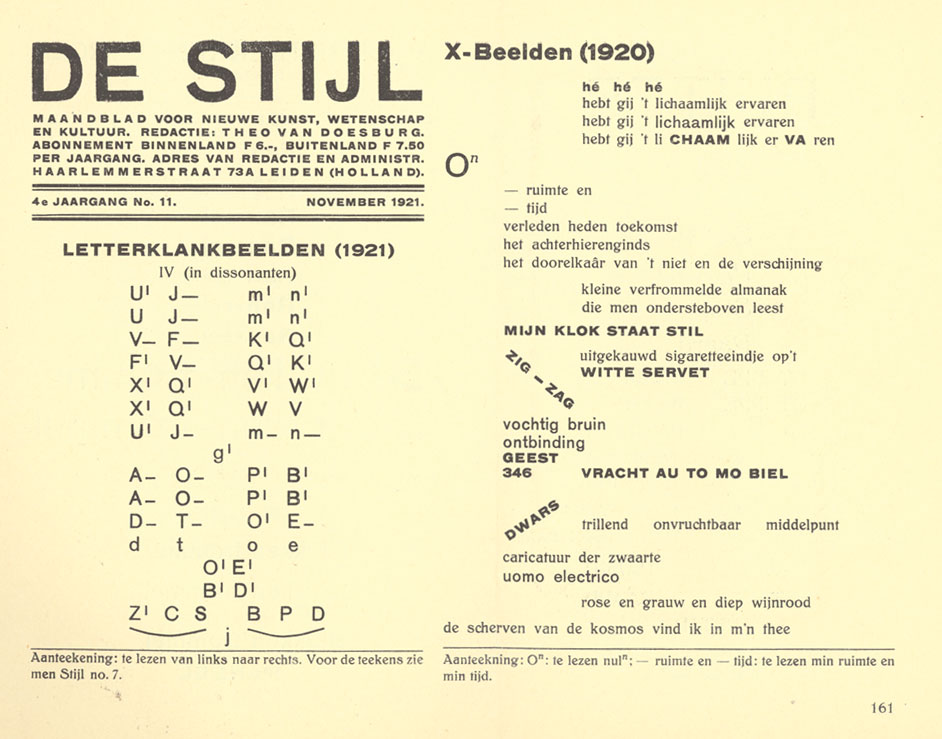
A De Stijl folyóirat egy példánya

A De Stijl („A stílus”) holland képzőművészeti és építészeti csoport és folyóirat, alapítója Theo van Doesburg festő, költő, író volt. A folyóirat alapvető célja a neoplaszticizmus törekvéseinek összefogása és védelme. A mozgalom és a folyóirat központi alakja Piet Mondrian volt, de fennállása alatt számos festő, író csatlakozott, illetve távozott a gárdából. Van Doesburg sikeres művészeti író volt, aki független művészként sokat írt a modern művészetről és művészekről. Sodró lendületű egyéniségével sikerült sok művészt maga és a mozgalom mellé állítani. Egy új egyetemes harmónia és rend utópiáját hirdették, amely a tiszta absztrakcióban fejeződött ki. Hangsúlyozták a függőlegesek és vízszintesek és a tiszta színek, az építészetben a funkció elsődlegességét.

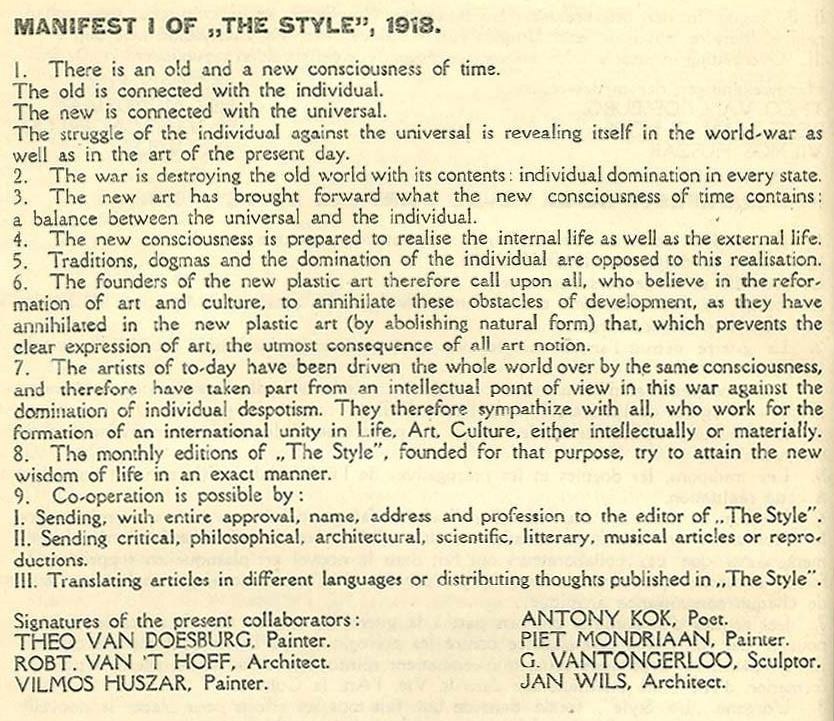
A De Stijl 1918-as kiáltványa

A folyóirat alapításának gondolata először 1915-ben merült fel, amikor van Doesburg egy kiállításon találkozott Piet Mondriannal az amszterdami Stedelijk Múzeumban. Mondrian az első világháború kitörése előtt látogatott haza, a háború kitörése után pedig már nem tudott visszatérni Párizsba. Otthon találkozott Bart van der Leck festővel, akivel közös művészeti elveket vallott, és a körhöz tartozott még M. H. J. Schoenmaekers matematikus és filozófus is. Utóbbi is publikált művészethez köthető írásokat (A világ új képe, Az alakítható matematika alapelvei), ami erős hatással volt Mondrianra és a későbbi Stijl-tagokra. Theo van Doesburg ismerte J.J.P. Oud holland építészt és Huszár Vilmos magyar festőt is, és mindannyiuk összefogásával 1917-ben megalapították a De Stijl című folyóiratot.
Az első években a folyóirat köré szerveződött csoport tagjai viszonylag hasonló elveket vallottak. Kiáltványt tettek közzé, amelyet minden tag aláírt. Társadalmi, gazdasági és művészeti problémákat fogalmaztak meg, és ennek építészeti vonatkozásai hatással voltak Frank Lloyd Wright és Hendrik Petrus Berlage építészekre is. Piet Mondrian írt is egy cikksorozatot az új építészetről a folyóiratba, majd 1920-ban megjelentette könyvét Neoplaszticizmus címmel.
Az 1920-as években a csoport arculata kezdett megváltozni. Van Doesburg kapcsolatba került a rokon elveket valló Bauhaus mozgalommal, majd 1926-ban a De Stijlben tette közzé az elementarizmus kiáltványát. Időközben a folyóirat a dadaizmusnak is helyt adott a Mecano című mellékletében. Ezzel együtt járt, hogy a csoportban, illetve körül új nevek tűntek fel, többek között Hans Arp, Man Ray, El Liszickij, František Kupka és mások, Mondrian viszont kilépett. Így aztán a De Stijl 1928-ban deklaráltan is megszűnt, utolsó kiadása 1924-ben jelent meg. 1931-ben meghalt Theo van Doesburg, de a következő évben az özvegye még kiadott egy emlékszámot.
A De Stijl elméleti jellegű folyóirat volt. Nemcsak a művészetekkel foglalkozott, ennél szélesebb volt a benne megjelenő cikkek tematikája. Különleges és fontos szerepet töltött be a sok rövid életű avantgárd folyóirat között: komoly befolyást gyakorolt a két világháború közötti művészet alakulására.

## Neoplaszticisták

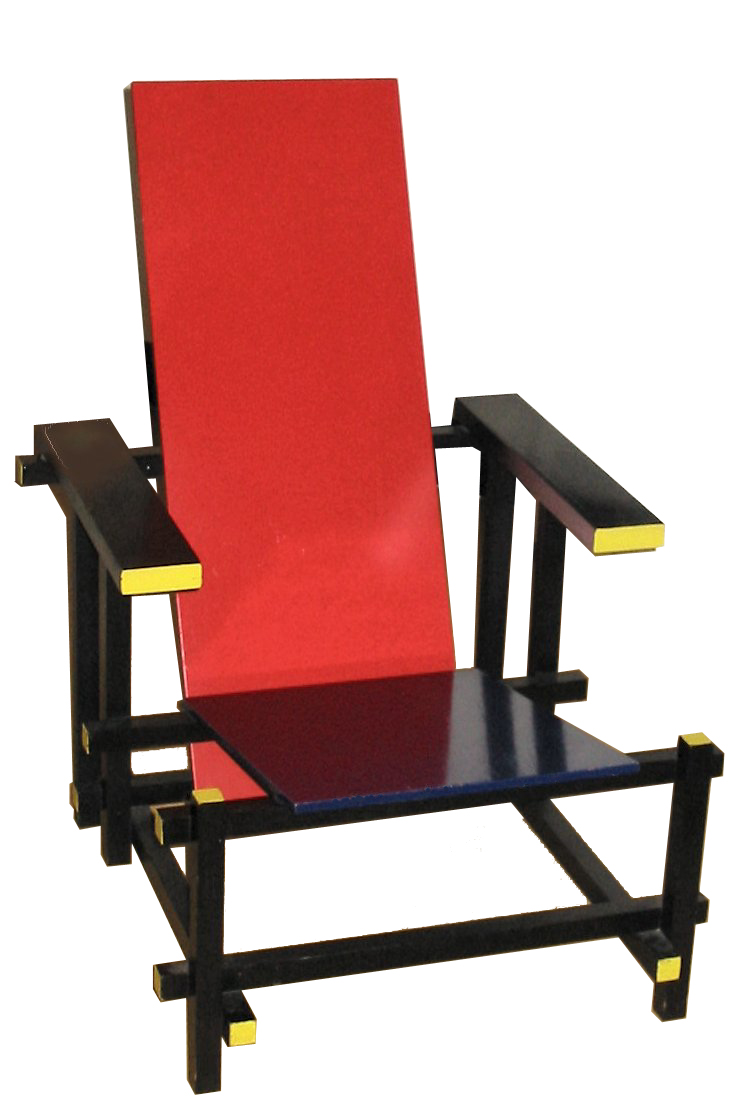
Rietveld: Vörös-kék szék (1917)

Az alábbi lista a De Stijl csoportban aktív szerepet játszó neoplaszticisták közül hozza az ismertebb neveket, de a lista közel sem teljes.
- Max Bill (1908–1994), festő, szobrász, építész,
- Ilya Bolotowsky (1907–1981), festő, szobrász,
- Burgoyne Diller (1906–1965), festő,
- Theo van Doesburg (1883–1931), festő, író, költő,
- Cornelis van Eesteren (1897–1981), építész,
- Jean Gorin (1899–1981), festő,
- Robert van 't Hoff (1887–1979), építész,
- Huszár Vilmos (1884–1960), festő,

- Anthony Kok (1882–1969), költő,
- Bart van der Leck (1876–1958), festő,
- Piet Mondrian (1872–1944), festő,
- Marlow Moss (1890–1958), festő, szobrász,
- Jacobus Johannes Pieter Oud (Jacobus Oud) (1890–1963), építész,
- Amédée Ozenfant (1886–1966), festő.
- Gerrit Rietveld (1888–1964), építész,
- Georges Vantongerloo (1886–1965), szobrász,
- Friedrich Vordemberge-Gildewart, festő,
- Jan Wils (1891–1972), építész.